# Stéfano Perdomo
Stéfano Perdomo, vollständiger Name Stéfano José Perdomo Pereyra, (* 21. Juli 1990 in Montevideo) ist ein uruguayischer Fußballspieler.
Der auf der Position des Torhüters spielende, 1,85 Meter große Perdomo wechselte im Juni 2011 von Club Atlético Peñarol zum Club Atlético Rentistas, der zu dieser Zeit gerade aus der Segunda División in die höchste uruguayische Spielklasse aufgestiegen war. In der folgenden Erstligaspielzeit kam er jedoch nicht zum Einsatz. Am Ende der Saison musste er mit seiner Mannschaft den Gang in die Zweitklassigkeit antreten. Bereits zur Saison 2013/14 stieg er mit Rentistas jedoch wieder auf. Im Laufe der Apertura und Clausura 2013/14 kam er nach einer roten Karte für Stammtorhüter Guillermo Reyes zum Einsatz und absolvierte insgesamt drei Partien in der Primera División. In der Spielzeit 2014/15 wurde er in der Primera División 20-mal eingesetzt und kam in zwei Partien der Copa Sudamericana 2014 zum Zug. Ende Juli 2015 schloss er sich dem Zweitligisten Cerro Largo FC an, wurde in der Apertura 2015 aber nicht eingesetzt. Im Februar 2016 wechselte er innerhalb der Liga erneut den Arbeitgeber und spielte seither für den Canadian Soccer Club, bei dem er in der Clausura 2016 zwölf Ligapartien bestritt. Ab Anfang Juli 2016 folgte ein Engagement bei CSD Suchitepéquez. Für den guatemaltekischen Verein lief er zwölfmal in der Liga auf. Mitte Februar 2017 verpflichtete ihn der uruguayische Zweitligist Club Sportivo Cerrito.